# Beach Angels
Beach Angels（ビーチエンジェルズ）とは、2004年から2016年までCS放送のTBSチャンネルで放送されていたリゾートガイド番組・バラエティ番組。

## 概要
番組はグラビアアイドルが観光地を訪れて文化や料理などを紹介するリゾートガイドの部分と、アイドルのイメージシーン（題名通り海岸で撮影されたシーンが必ず入る）で構成されている。ハイビジョン撮影・制作。ただし、SD画質のTBSチャンネルで放送される場合は、画質はSDのままで画面は16:9で放送される。
一部の番組はバップよりDVD化されているが、その際はアイドルのイメージシーンが中心の構成になっている。2008年10月からはシリーズの一部番組で業界初となるBlu-ray DiscでDVD同様、バップより販売されている。また、一部の作品はTBSオンデマンドでも配信していたが、後継のParaviでは配信されていない。
全タイトルで再放送もあるが、再放送するタイトルには数年前のタイトルが含まれることも有り、現在では活躍していないアイドルも少なからずいる。なお、一部で既に芸能界を引退し、この番組でしか見られない元アイドルも多数存在している。

## 番組類型
本シリーズは各タイトルごとに3種類が存在する。
『Beach Angels』（通常版）
放送時間の尺は約50分間（編成上、1時間枠となっている場合にも次の番組の間までに数分間の番組紹介やコマーシャルが流れる）。
『Beach Angels 完全版』
放送時間の尺は約60分間。通常版での未公開シーンを加えて編集されている。
『Beach Angels ショートバージョン』
放送時間の尺は約30分間（実質は約25分間で次の番組の間までに数分間の番組紹介やコマーシャルが流れる）。ショートバージョンでは通常版でのリゾートガイドやアイドルがレジャーを堪能するシーンは一切無く、イメージシーン中心に編集されている。

## シリーズリスト
| タイトル（五十音順）                                | 出演         | ビーチリゾート               | 制作年 | DVD            | Blu-ray        | 備考                                                                                          |
| --------------------------------------------------- | ------------ | ---------------------------- | ------ | -------------- | -------------- | --------------------------------------------------------------------------------------------- |
| Beach Angels 秋山莉奈 in グアム                     | 秋山莉奈     | グアム                       | 2005年 | 2005年9月22日  |                |                                                                                               |
| Beach Angels 麻倉みな in タイ・ホアヒン             | 麻倉みな     | タイ・ホアヒン               | 2016年 |                |                |                                                                                               |
| Beach Angels 石坂ちなみ in ケラマ                   | 石坂ちなみ   | ケラマ                       | 2006年 |                |                |                                                                                               |
| Beach Angels 磯山さやか in スミロン島               | 磯山さやか   | スミロン島（フィリピン）     | 2010年 |                |                | ナレーター：服部潤                                                                            |
| Beach Angels 磯山さやか in サイパン                 | 磯山さやか   | サイパン                     | 2004年 | 2004年12月22日 |                |                                                                                               |
| Beach Angels 伊藤えみ in モートン島                 | 伊藤えみ     | モートン島（オーストラリア） | 2008年 | 2009年5月22日  | 2009年5月22日  |                                                                                               |
| Beach Angels 岩佐真悠子 in ボルネオ                 | 岩佐真悠子   | ボルネオ                     | 2004年 | 2004年12月22日 |                |                                                                                               |
| Beach Angels 大櫛江里加 in テニアン島               | 大櫛江里加   | テニアン島                   | 2004年 |                |                | のち大櫛エリカに改名。                                                                        |
| Beach Angels 大久保麻梨子 in ハワイ                 | 大久保麻梨子 | ハワイ                       |        | 2005年8月5日   |                | のち大久保麻理子に改名。                                                                      |
| Beach Angels 大城美和 in パラオ                     | 大城美和     | パラオ                       | 2004年 | 2004年11月25日 |                | 2020年以降、aRmaに連絡のとれない権利者として掲載されている。                                  |
| Beach Angels 大谷澪 in ボラカイ                     | 大谷澪       | ボラカイ                     | 2010年 | 2010年         |                | ナレーター：服部潤                                                                            |
| Beach Angels 岡村麻純 in モルディブ                 | 岡村麻純     | モルディブ                   | 2008年 |                |                | ナレーター：服部潤 「BSイレブン競馬中継」初代日曜アシスタント。現在も競馬イベントなどで活動。 |
| Beach Angels おのののか in マナ島                   | おのののか   | マナ島                       | 2014年 | 2014年5月30日  | 2014年5月30日  |                                                                                               |
| Beach Angels 小野真弓 in グレートバリアリーフ       | 小野真弓     | グレートバリアリーフ         | 2007年 |                |                |                                                                                               |
| Beach Angels 小野真弓 in ハミルトン島               | 小野真弓     | ハミルトン島                 |        | 2008年2月27日  | 2009年3月25日  |                                                                                               |
| Beach Angels 川村ゆきえ in ハワイ島                 | 川村ゆきえ   | ハワイ島                     |        | 2007年12月21日 | 2008年10月22日 |                                                                                               |
| Beach Angels 川村ゆきえ in コナコースト             | 川村ゆきえ   | コナコースト                 | 2007年 |                |                |                                                                                               |
| Beach Angels 木口亜矢 in パラオ                     | 木口亜矢     | パラオ                       | 2010年 |                |                |                                                                                               |
| Beach Angels 熊田曜子 in バリ                       | 熊田曜子     | バリ島                       |        | 2004年11月25日 |                |                                                                                               |
| Beach Angels 倉科カナ in サウス・ストラドブローク島 | 倉科カナ     | サウス・ストラドブローク島   | 2008年 | 2009年4月22日  | 2009年4月22日  | 2009年後期のNHK連続テレビ小説『ウェルかめ』ヒロイン。その後も女優として活躍。                 |
| Beach Angels 倉科カナ in ゴールドコースト           | 倉科カナ     | ゴールドコースト             | 2008年 |                |                |                                                                                               |
| Beach Angels 小林恵美 in パラオ                     | 小林恵美     | パラオ                       | 2006年 |                |                | 2018年引退。                                                                                  |
| Beach Angels 齊藤夢愛 in ハワイ                     | 齊藤夢愛     | ハワイ                       | 2009年 |                |                |                                                                                               |
| Beach Angels 篠崎愛 in 奄美大島・加計呂麻島         | 篠崎愛       | 奄美大島・加計呂麻島         | 2009年 | 2010年2月24日  | 2010年2月24日  | ナレーター：服部潤                                                                            |
| Beach Angels 下村真理 in ランカウイ                 | 下村真理     | ランカウイ                   |        | 2005年4月21日  |                | のちMARIに改名 （DVD版では「MARI」になっている）。                                            |
| Beach Angels 瀬戸早妃 in L.A.                       | 瀬戸早妃     | ロサンゼルス                 |        |                |                |                                                                                               |
| Beach Angels 高崎聖子 in ハワイ島                   | 高崎聖子     | ハワイ島                     | 2014年 | 2015年1月28日  | 2015年1月28日  | AV転向、改名後も放送                                                                          |
| Beach Angels 高部あい in プーケット                 | 高部あい     | プーケット                   |        |                |                |                                                                                               |
| Beach Angels 田辺はるか in サムイ                   | 田辺はるか   | サムイ（タイ）               | 2004年 | 2005年4月21日  |                | 当作品発売9日後、別作品の発売イベントをキャンセルし、事実上引退。                             |
| Beach Angels 谷桃子 in フィリピン                   | 谷桃子       | フィリピン                   | 2008年 |                |                | ナレーター：服部潤 「BSイレブン競馬中継」初代土曜アシスタント。2018年結婚後、引退。           |
| Beach Angels 次原かな in 与論島                     | 次原かな     | 与論島                       | 2009年 |                |                | ナレーター：服部潤                                                                            |
| Beach Angels 中川翔子 in 石垣島・竹富島             | 中川翔子     | 石垣島・竹富島               |        | 2004年11月25日 |                |                                                                                               |
| Beach Angels 夏目理緒 in モルディブ                 | 夏目理緒     | モルディブ                   |        | 2004年11月25日 |                |                                                                                               |
| Beach Angels 西田麻衣 in エルニド                   | 西田麻衣     | エルニド                     | 2009年 | 2009年5月22日  | 2009年5月22日  |                                                                                               |
| Beach Angels 二宮歩美 in 沖縄                       | 二宮歩美     | 沖縄                         |        |                |                |                                                                                               |
| Beach Angels 林絵梨子                               | 林絵梨子     | サイパン島・ロタ島           | 2005年 |                |                | 2005年に結婚し引退。                                                                          |
| Beach Angels 原幹恵 in マウイ島                     | 原幹恵       | マウイ                       |        | 2008年10月22日 | 2008年10月22日 |                                                                                               |
| Beach Angels 平嶋夏海 in グアム                     | 平嶋夏海     | グアム                       | 2016年 |                |                | 今作がシリーズ最終作。                                                                        |
| Beach Angels 福永ちな in グアム                     | 福永ちな     | グアム                       |        |                |                |                                                                                               |
| Beach Angels 星名美津紀 in オアフ島                 | 星名美津紀   | オアフ島                     | 2013年 | 2013年9月27日  | 2013年9月27日  |                                                                                               |
| Beach Angels ほしのあき in ハワイ                   | ほしのあき   | ハワイ                       | 2004年 | 2005年4月21日  |                |                                                                                               |
| Beach Angels 松井絵里奈in 宮古島                    | 松井絵里奈   | 宮古島                       | 2006年 |                |                |                                                                                               |
| Beach Angels 安田美沙子 in ゴールドコースト         | 安田美沙子   | ゴールドコースト             |        | 2004年12月22日 |                |                                                                                               |
| Beach Angels 八代みなせ in 久米島                   | 八代みなせ   | 久米島                       | 2009年 |                |                | ナレーター：服部潤                                                                            |
| Beach Angels 柳ゆり菜 in オアフ島                   | 柳ゆり菜     | オアフ島                     | 2015年 | 2015年10月21日 | 2015年10月21日 |                                                                                               |
| Beach Angels 山崎真実 in エルニド島                 | 山崎真実     | エルニド島（フィリピン）     | 2005年 | 2005年8月5日   |                |                                                                                               |
| Beach Angels 山地まり in 西表島                     | 山地まり     | 西表島                       | 2015年 | 2016年1月20日  | 2016年1月20日  |                                                                                               |
| Beach Angels 優木まおみ in クラビ                   | 優木まおみ   | クラビ                       | 2007年 |                |                |                                                                                               |
| Beach Angels 吉木りさ in 石垣島                     | 吉木りさ     | 石垣島                       | 2011年 | 2012年2月22日  | 2012年2月22日  | ナレーター：山崎岳彦                                                                          |